# Jeanne de Valois (religieuse)
Pour les articles homonymes, voir Jeanne de Valois et Valois.
Mère Jeanne de Valois, née Bella Léger (1899-1995), O.C., est une religieuse canadienne.

## Biographie
Bella Léger naît en 1899 à Saint-Antoine, au Nouveau-Brunswick. Elle obtient un brevet d'enseignement de l'École normale de Fredericton en 1915 et retourne dans le comté de Kent pour y enseigner. En 1920, Bella Léger entre au noviciat des Sœurs de la Charité de Saint-Jean, où elle adopte le nom de Sœur Jeanne de Valois. Elle redevient enseignante en 1922. En 1924, elle fait partie du groupe de religieuses acadiennes qui quittent les Sœurs de la Charité, majoritairement anglophones, pour fonder les Religieuses Notre-Dame du Sacré-Cœur. En 1936, une bourse du Comité France-Acadie lui permet d'étudier à la Sorbonne. Elle devient la première supérieure du Collège Notre-Dame d'Acadie de Moncton en 1947 et supérieure générale de sa congrégation en 1954. Elle meurt en 1995.

## Distinctions et hommages
Jeanne de Valois obtient Ordre du Mérite scolaire acadien en 1948. En 1952, l'Université Saint-Joseph lui décerne un doctorat honorifique. En 1981, c'est l'Association des enseignants et enseignantes francophones du Nouveau-Brunswick qui lui décerne un prix. Elle est faite officier de l'ordre du Canada en 1989. Antonine Maillet, l'une de ses élèves, lui dédie le roman Les Confessions de Jeanne de Valois, publié en 1992. Un pavillon du campus de Moncton de l'Université de Moncton, le Pavillon Jeanne-de-Valois, est nommé en son honneur. 